# Llista de monuments de Berga
Llista de monuments de Berga inclosos en l'Inventari del Patrimoni Arquitectònic Català per al municipi de Berga (Berguedà). Inclou els inscrits en el Registre de Béns Culturals d'Interès Nacional (BCIN) amb la classificació de monuments històrics, els Béns Culturals d'Interès Local (BCIL) de caràcter immoble i la resta de béns arquitectònics integrants del patrimoni cultural català.
| Monument                                                                     | Protecció   | Estil/època                                     | Localització                                                                                       | Coordenades                                          | Codi?         | Imatge |
| ---------------------------------------------------------------------------- | ----------- | ----------------------------------------------- | -------------------------------------------------------------------------------------------------- | ---------------------------------------------------- | ------------- | --- |
| El Castell, o Castell de Sant Ferran                                         | BCIN 537-MH | Barroc XVIII                                    | Berga Al capdamunt del nucli urbà, sota de la muntanya de Queralt                                  | 42° 06′ 23″ N, 1° 50′ 46″ E / 42.106433°N,1.846250°E | IPA-616       | El Castell (Berga) · Vegeu més fotos d'aquest monument · Carregueu una nova foto d'aquest monument                                |
| Castell Berguedà, o castell de Madrona                                       | BCIN 538-MH | Obra popular Medieval                           | Berga A ponent del santuari de Queralt, damunt del tossal anomenat Castellberguedà                 | 42° 06′ 25″ N, 1° 49′ 28″ E / 42.106861°N,1.824333°E | RI-51-0005205 | Castell Berguedà (Berga) · Vegeu més fotos d'aquest monument · Carregueu una nova foto d'aquest monument                          |
| Torre de la Serra de la Petita, o Castell dels Moros, Fort de Luisa Fernanda | BCIN 539-MH | Obra popular XIX                                | Berga Serra de la Petita                                                                           | 42° 06′ 40″ N, 1° 51′ 20″ E / 42.111046°N,1.855537°E | RI-51-0005206 | Torre de la Serra de la Petita (Berga) · Vegeu més fotos d'aquest monument · Carregueu una nova foto d'aquest monument            |
| Església de Sant Joan, o Església i convent de Sant Joan de Berga            | BCIL 2005   | Romànic, gòtic, barroc XII-XIII, XIV, XVIII     | Berga Pl. de Sant Joan, 4                                                                          | 42° 06′ 08″ N, 1° 50′ 41″ E / 42.102125°N,1.844764°E | IPA-341       | Església de Sant Joan (Berga) · Vegeu més fotos d'aquest monument · Carregueu una nova foto d'aquest monument                     |
| Restes de les muralles                                                       |             | Obra popular, gòtic XIV                         | Berga Recinte limitat pel castell                                                                  | 42° 06′ 20″ N, 1° 50′ 55″ E / 42.105576°N,1.848619°E | IPA-3030      | Restes de les muralles (Berga) · Vegeu més fotos d'aquest monument · Carregueu una nova foto d'aquest monument                    |
| Plaça del Forn                                                               |             | Obra popular Medieval, XX                       | Berga Pl. del Forn                                                                                 | 42° 06′ 10″ N, 1° 50′ 40″ E / 42.102914°N,1.844575°E | IPA-3032      | Plaça del Forn (Berga) · Vegeu més fotos d'aquest monument · Carregueu una nova foto d'aquest monument                            |
| Conjunt de la plaça de Sant Pere, plaça Cremada o plaça de la Constitució    | BCIL 2005   | Obra popular, noucentisme Medieval, XX          | Berga Pl. de Sant Pere                                                                             | 42° 06′ 16″ N, 1° 50′ 46″ E / 42.104378°N,1.84615°E  | IPA-3033      | Conjunt de la plaça de Sant Pere (Berga) · Vegeu més fotos d'aquest monument · Carregueu una nova foto d'aquest monument          |
| Carrer de Pinsania                                                           |             | Obra popular XVII-XVIII, XX                     | Berga C. de Pinsania                                                                               | 42° 06′ 18″ N, 1° 50′ 38″ E / 42.104910°N,1.843954°E | IPA-3034      | Carrer de Pinsania (Berga) · Vegeu més fotos d'aquest monument · Carregueu una nova foto d'aquest monument                        |
| Carrer del Bonrepòs                                                          |             | Obra popular XVII-XVIII, XX                     | Berga C. del Bonrepòs                                                                              | 42° 06′ 16″ N, 1° 50′ 44″ E / 42.104505°N,1.845661°E | IPA-3035      | Carrer del Bonrepòs (Berga) · Vegeu més fotos d'aquest monument · Carregueu una nova foto d'aquest monument                       |
| Conjunt del carrer Major, o carrer de la Ciutat                              |             | Obra popular Medieval, XX                       | Berga C. Major                                                                                     | 42° 06′ 11″ N, 1° 50′ 42″ E / 42.103024°N,1.844953°E | IPA-3036      | Conjunt del carrer Major (Berga) · Vegeu més fotos d'aquest monument · Carregueu una nova foto d'aquest monument                  |
| El Vall, Vall dels Estudis                                                   |             | Obra popular Medieval, XVI, XX                  | Berga Pl. Viladomat i pg. de la Indústria                                                          | 42° 06′ 14″ N, 1° 50′ 51″ E / 42.103816°N,1.847511°E | IPA-3037      | El Vall (Berga) · Vegeu més fotos d'aquest monument · Carregueu una nova foto d'aquest monument                                   |
| Església parroquial de Santa Eulàlia, o Església de Sant Pere                | BCIL 2005   | Barroc XVII                                     | Berga Pl. de Sant Pere                                                                             | 42° 06′ 17″ N, 1° 50′ 46″ E / 42.104620°N,1.846085°E | IPA-3039      | Església parroquial de Santa Eulàlia (Berga) · Vegeu més fotos d'aquest monument · Carregueu una nova foto d'aquest monument      |
| Església de Sant Bartomeu de la Valldan                                      | BCIL 2005   | Romànic XII                                     | Berga Ctra. de Solsona, km 40-41                                                                   | 42° 05′ 24″ N, 1° 49′ 54″ E / 42.090108°N,1.831548°E | IPA-3047      | Església de Sant Bartomeu de la Valldan (Berga) · Vegeu més fotos d'aquest monument · Carregueu una nova foto d'aquest monument   |
| Església de Sant Pere de Madrona                                             | BCIL 2005   | Romànic XII                                     | Berga Ctra. de Berga a Queralt, km 2,3; a mà esquerra                                              | 42° 06′ 36″ N, 1° 50′ 04″ E / 42.110030°N,1.834550°E | IPA-3048      | Església de Sant Pere de Madrona (Berga) · Vegeu més fotos d'aquest monument · Carregueu una nova foto d'aquest monument          |
| Santuari de la Mare de Déu de Queralt                                        | BCIL 2000   | Barroc, modernisme XVIII, XX                    | Berga Ctra. de Berga a Vilada, km 2; trencall a Queralt                                            | 42° 06′ 28″ N, 1° 49′ 38″ E / 42.107717°N,1.827294°E | IPA-3049      | Santuari de la Mare de Déu de Queralt (Berga) · Vegeu més fotos d'aquest monument · Carregueu una nova foto d'aquest monument     |
| Palau dels Peguera, o Cafè Negre                                             |             | Gòtic, barroc, obra popular XIV, XVII           | Berga Pl. de Sant Joan, 16                                                                         | 42° 06′ 08″ N, 1° 50′ 40″ E / 42.1022°N,1.844496°E   | IPA-3054      | Palau dels Peguera (Berga) · Vegeu més fotos d'aquest monument · Carregueu una nova foto d'aquest monument                        |
| Molí de la Sal                                                               | BCIL 2005   | Obra popular XVII                               | Berga Placeta de la Ciutat                                                                         | 42° 06′ 15″ N, 1° 50′ 43″ E / 42.104226°N,1.845366°E | IPA-3055      | Molí de la Sal (Berga) · Vegeu més fotos d'aquest monument · Carregueu una nova foto d'aquest monument                            |
| Cal Sarraís                                                                  | BCIL 2005   | Barroc, obra popular XVII-XVIII                 | Berga C. Marcel·lí Buxadé, 14                                                                      | 42° 06′ 17″ N, 1° 50′ 49″ E / 42.104652°N,1.847063°E | IPA-3056      | Cal Sarraís (Berga) · Vegeu més fotos d'aquest monument · Carregueu una nova foto d'aquest monument                               |
| Cal Barons, Casa Solanes                                                     | BCIL 2005   | Modernisme Roc Cot i Cot XX (1908)              | Berga C. Ciutat, 9-11                                                                              | 42° 06′ 13″ N, 1° 50′ 43″ E / 42.103513°N,1.845222°E | IPA-3057      | Cal Barons (Berga) · Vegeu més fotos d'aquest monument · Carregueu una nova foto d'aquest monument                                |
| Cal De Martín                                                                |             | Modernisme Ignasi Maria Colomer XX (1913)       | Berga Ronda de Queralt, 13-15                                                                      | 42° 06′ 09″ N, 1° 50′ 37″ E / 42.102398°N,1.843658°E | IPA-3058      | Cal De Martín (Berga) · Vegeu més fotos d'aquest monument · Carregueu una nova foto d'aquest monument                             |
| Casino Berguedà                                                              |             | Modernisme Ignasi Maria Colomer XX (1913)       | Berga Ronda de Queralt, 15                                                                         | 42° 06′ 09″ N, 1° 50′ 37″ E / 42.102632°N,1.843593°E | IPA-3059      | Casino Berguedà (Berga) · Vegeu més fotos d'aquest monument · Carregueu una nova foto d'aquest monument                           |
| Cal Fàbregas, casa als Quatre Cantons del carrer Major                       | BCIL 2005   | Obra popular XIV, XVI                           | Berga C. Ciutat, 2 - c. Sant Francesc, just als Quatre Cantons                                     | 42° 06′ 14″ N, 1° 50′ 43″ E / 42.103774°N,1.845193°E | IPA-3060      | Cal Fàbregas (Berga) · Vegeu més fotos d'aquest monument · Carregueu una nova foto d'aquest monument                              |
| Ajuntament, o Casa de la Ciutat, Casa de la Vila                             | BCIL 2005   | Noucentisme Ignasi Maria Colomer XX (1930)      | Berga Pl. Sant Pere                                                                                | 42° 06′ 16″ N, 1° 50′ 45″ E / 42.104312°N,1.845885°E | IPA-3061      | Ajuntament (Berga) · Vegeu més fotos d'aquest monument · Carregueu una nova foto d'aquest monument                                |
| Capella de la Pietat                                                         | BCIL 2005   | Romànic, barroc XII, XVII                       | Berga C. Pietat, 20-22                                                                             | 42° 06′ 19″ N, 1° 50′ 49″ E / 42.105251°N,1.846981°E | IPA-3062      | Capella de la Pietat (Berga) · Vegeu més fotos d'aquest monument · Carregueu una nova foto d'aquest monument                      |
| Església i convent de Sant Francesc                                          | BCIL 2005   | Historicisme XX                                 | Berga C. Sant Francesc                                                                             | 42° 06′ 12″ N, 1° 50′ 39″ E / 42.103348°N,1.844028°E | IPA-3063      | Església i convent de Sant Francesc (Berga) · Vegeu més fotos d'aquest monument · Carregueu una nova foto d'aquest monument       |
| Antiga caserna militar, Hotel Berga Park                                     | BCIL 2005   | Noucentisme Josep Goday i Casals XX (1932)      | Berga Carretera de Solsona, 1A                                                                     | 42° 05′ 49″ N, 1° 50′ 25″ E / 42.096996°N,1.840189°E | IPA-3064      | Antiga caserna militar (Berga) · Vegeu més fotos d'aquest monument · Carregueu una nova foto d'aquest monument                    |
| Parc del Pla de l'Alemany                                                    |             | Obra popular XX (1920)                          | Berga Ctra. Solsona-Berga, km 42                                                                   | 42° 05′ 50″ N, 1° 50′ 22″ E / 42.097313°N,1.839568°E | IPA-3065      | Parc del Pla de l'Alemany (Berga) · Vegeu més fotos d'aquest monument · Carregueu una nova foto d'aquest monument                 |
| Casa al carrer del Roser, 4                                                  |             | Modernisme XX Inici                             | Berga C. del Roser, 4                                                                              | 42° 06′ 04″ N, 1° 50′ 36″ E / 42.101021°N,1.843269°E | IPA-3066      | Casa al carrer del Roser, 4 (Berga) · Vegeu més fotos d'aquest monument · Carregueu una nova foto d'aquest monument               |
| Cal Tonillo                                                                  |             | Modernisme XX (1912)                            | Berga C. del Roser, 51 - ctra. de Sant Fruitós, 1                                                  | 42° 05′ 56″ N, 1° 50′ 31″ E / 42.099023°N,1.841905°E | IPA-3067      | Cal Tonillo (Berga) · Vegeu més fotos d'aquest monument · Carregueu una nova foto d'aquest monument                               |
| Mas d'en Bosc                                                                |             | Obra popular XVII, XX                           | Berga Ctra. Colònia Rosal a Berga, abans del 3r. pont, pista mà dreta                              | 42° 05′ 39″ N, 1° 51′ 34″ E / 42.094162°N,1.859412°E | IPA-3068      | Carregueu una nova foto d'aquest monument                                                                                         |
| Biga de fusta al carrer Cardona                                              | BCIL 2005   | Obra popular XVII                               | Berga C. Cardona, 5                                                                                | 42° 06′ 13″ N, 1° 50′ 41″ E / 42.103689°N,1.844832°E | IPA-3069      | Biga de fusta al carrer Cardona (Berga) · Vegeu més fotos d'aquest monument · Carregueu una nova foto d'aquest monument           |
| Fonts del Vall                                                               | BCIL 2005   | Noucentisme XX (1920)                           | Berga Pl. Viladomat                                                                                | 42° 06′ 14″ N, 1° 50′ 54″ E / 42.103921°N,1.848239°E | IPA-3070      | Fonts del Vall (Berga) · Vegeu més fotos d'aquest monument · Carregueu una nova foto d'aquest monument                            |
| Restes del pont sobre la riera del Metge, o Pont del Metge                   | BCIL 2005   | Obra popular Medieval                           | Berga Antic camí de la Cerdanya                                                                    | 42° 06′ 27″ N, 1° 50′ 56″ E / 42.107531°N,1.848995°E | IPA-3071      | Pont sobre la riera del Metge (Berga) · Vegeu més fotos d'aquest monument · Carregueu una nova foto d'aquest monument             |
| Cal Borra                                                                    |             | Obra popular XVIII                              | Berga                                                                                              | 42° 06′ 31″ N, 1° 51′ 32″ E / 42.108512°N,1.858943°E | IPA-3072      | Carregueu una nova foto d'aquest monument                                                                                         |
| Casa Tomàs Pujol                                                             | BCIL 2005   | Modernisme Emili Porta i Galobart XX (1925)     | Berga C. Ciutat, 8                                                                                 | 42° 06′ 13″ N, 1° 50′ 42″ E / 42.103520°N,1.845065°E | IPA-3073      | Casa Tomàs Pujol (Berga) · Vegeu més fotos d'aquest monument · Carregueu una nova foto d'aquest monument                          |
| Cal Cuberas                                                                  | BCIL 2005   | Noucentisme XX                                  | Berga C. Maixerí, 2                                                                                | 42° 06′ 05″ N, 1° 50′ 41″ E / 42.101382°N,1.844692°E | IPA-3074      | Cal Cuberas (Berga) · Vegeu més fotos d'aquest monument · Carregueu una nova foto d'aquest monument                               |
| Ca l'Antic, o Cal Gironella, Casa forta de Gironella                         | BCIL 2005   | Obra popular XVII, XIX                          | Berga C. Roser, 1                                                                                  | 42° 06′ 04″ N, 1° 50′ 37″ E / 42.101208°N,1.843535°E | IPA-3075      | Ca l'Antic (Berga) · Vegeu més fotos d'aquest monument · Carregueu una nova foto d'aquest monument                                |
| Cementiri Municipal de Berga                                                 | BCIL 2005   | Obra popular XIX-XX                             | Berga Final pg. del Cementiri, Casampons                                                           | 42° 06′ 14″ N, 1° 51′ 30″ E / 42.103852°N,1.858423°E | IPA-3076      | Cementiri Municipal de Berga · Vegeu més fotos d'aquest monument · Carregueu una nova foto d'aquest monument                      |
| Panteó dels Berguedans Il·lustres                                            |             | Eclecticisme XIX Final                          | Berga Cementiri municipal                                                                          | 42° 06′ 14″ N, 1° 51′ 31″ E / 42.103836°N,1.858489°E | IPA-3077      | Panteó dels Berguedans Il·lustres (Berga) · Vegeu més fotos d'aquest monument · Carregueu una nova foto d'aquest monument         |
| Casa al carrer de la Ciutat, 32                                              |             | Obra popular                                    | Berga C. Ciutat, 32                                                                                | 42° 06′ 10″ N, 1° 50′ 42″ E / 42.102742°N,1.844898°E | IPA-3079      | Casa al carrer de la Ciutat, 32 (Berga) · Vegeu més fotos d'aquest monument · Carregueu una nova foto d'aquest monument           |
| Casa Badia de la Torre de les Hores                                          |             | Obra popular                                    | Berga C. Torre de les Hores, 24                                                                    | 42° 06′ 14″ N, 1° 50′ 39″ E / 42.103986°N,1.844214°E | IPA-3081      | Casa Badia de la Torre de les Hores (Berga) · Vegeu més fotos d'aquest monument · Carregueu una nova foto d'aquest monument       |
| Casa Puig                                                                    |             | Noucentisme XX                                  | Berga Gran Via - pg. de la Pau (enderrocat)                                                        |                                                      | IPA-3082      | Carregueu una nova foto d'aquest monument                                                                                         |
| Casa Porta                                                                   |             | Noucentisme XX                                  | Berga Gran Via - pg. de la Pau (enderrocat)                                                        |                                                      | IPA-3083      | Carregueu una nova foto d'aquest monument                                                                                         |
| Casa de veïns al carrer dels Àngels, 8                                       |             | Obra popular                                    | Berga C. Àngels, 8                                                                                 | 42° 06′ 16″ N, 1° 50′ 45″ E / 42.104443°N,1.84573°E  | IPA-3084      | Casa de veïns al carrer dels Àngels, 8 (Berga) · Vegeu més fotos d'aquest monument · Carregueu una nova foto d'aquest monument    |
| Colònia Rosal                                                                | BCIL 2005   | Obra popular                                    | Berga Avià i Olvan                                                                                 | 42° 04′ 24″ N, 1° 52′ 01″ E / 42.073424°N,1.867055°E | IPA-3463      | Colònia Rosal (Avià, Berga i Olvan) · Vegeu més fotos d'aquest monument · Carregueu una nova foto d'aquest monument               |
| Plaça de Sant Joan                                                           |             | Obra popular XIII                               | Berga                                                                                              | 42° 06′ 07″ N, 1° 50′ 41″ E / 42.102059°N,1.844685°E | IPA-32820     | Plaça de Sant Joan (Berga) · Vegeu més fotos d'aquest monument · Carregueu una nova foto d'aquest monument                        |
| Jutjat de Primera Instància i Instrucció de Berga                            | BCIL 2005   | Historicista Emili Porta i Galobart XX (1928)   | Berga Gran Via, 23                                                                                 | 42° 05′ 58″ N, 1° 50′ 36″ E / 42.099365°N,1.843308°E | IPA-35343     | Jutjat de Primera Instància i Instrucció de Berga · Vegeu més fotos d'aquest monument · Carregueu una nova foto d'aquest monument |
| Molí de l'Antic                                                              | BCIL 2005   | XVIII                                           | Berga Al capdavall de la rasa dels Molins, prop de la colònia Rosal                                | 42° 04′ 39″ N, 1° 51′ 49″ E / 42.077592°N,1.863542°E | IPA-35347     | Carregueu una nova foto d'aquest monument                                                                                         |
| Capelles del camí de Queralt                                                 | BCIL 2005   | XVII-XX                                         | Berga Camins al santuari: del Dret, de l'Obaga i de Ronda                                          | 42° 06′ 28″ N, 1° 49′ 50″ E / 42.107891°N,1.830544°E | IPA-35348     | Capelles del camí de Queralt (Berga) · Vegeu més fotos d'aquest monument · Carregueu una nova foto d'aquest monument              |
| Canal de la riera del Metge                                                  | BCIL 2005   | XIV                                             | Berga Tram entre l'Hostal del Guiu i el Molí de Minoves                                            | 42° 06′ 02″ N, 1° 52′ 00″ E / 42.100615°N,1.866601°E | IPA-35349     | Carregueu una nova foto d'aquest monument                                                                                         |
| Fàbrica de la Llum                                                           | BCIL 2005   | XX (1901)                                       | Berga Rasa dels Molins                                                                             | 42° 06′ 02″ N, 1° 51′ 08″ E / 42.100652°N,1.852185°E | IPA-35351     | Carregueu una nova foto d'aquest monument                                                                                         |
| Canal Industrial de Berga                                                    | BCIL 2005   | XIX (1885-99)                                   | Berga Marge dret del riu Llobregat, entre el pont vell de Guardiola de Berguedà i la Colònia Rosal | 42° 06′ 09″ N, 1° 51′ 08″ E / 42.102434°N,1.852093°E | IPA-35352     | Canal Industrial de Berga · Vegeu més fotos d'aquest monument · Carregueu una nova foto d'aquest monument                         |
| Cal Marín                                                                    | BCIL 2005   | Emili Porta i Galobart XX (1925-28)             | Berga C. del Roser, 15                                                                             | 42° 06′ 00″ N, 1° 50′ 34″ E / 42.100089°N,1.842787°E | IPA-35353     | Cal Marín (Berga) · Vegeu més fotos d'aquest monument · Carregueu una nova foto d'aquest monument                                 |
| Pavelló Suècia                                                               | BCIL 2005   | Racionalisme Peder Clason XX (1928)             | Berga Pla de l'Alemany                                                                             | 42° 05′ 51″ N, 1° 50′ 27″ E / 42.097387°N,1.840925°E | IPA-35354     | Pavelló Suècia (Berga) · Vegeu més fotos d'aquest monument · Carregueu una nova foto d'aquest monument                            |
| Pont de Berga a Cercs                                                        |             | Obra popular XIX-XX                             | Berga Antiga carretera de Berga a Cercs                                                            | 42° 06′ 29″ N, 1° 50′ 59″ E / 42.108111°N,1.84968°E  | IPA-36897     | Carregueu una nova foto d'aquest monument                                                                                         |
| Pont del Diable                                                              |             | Obra popular                                    | Berga Sobre el riu Metge                                                                           | 42° 06′ 25″ N, 1° 50′ 42″ E / 42.106850°N,1.844981°E | IPA-36898     | Pont del Diable (Berga) · Vegeu més fotos d'aquest monument · Carregueu una nova foto d'aquest monument                           |
| Pou de glaç de la Font del Querot                                            |             | Obra popular XVIII                              | Berga Muntanya de Queralt                                                                          | 42° 06′ 40″ N, 1° 49′ 37″ E / 42.111235°N,1.826951°E | IPA-37756     | Carregueu una nova foto d'aquest monument                                                                                         |
| Passeig de la Indústria                                                      |             |                                                 | Berga Pg. Indústria                                                                                |                                                      | IPA-39677     | Passeig de la Indústria (Berga) · Vegeu més fotos d'aquest monument · Carregueu una nova foto d'aquest monument                   |
| Safareig públic del Lledó, de la Gratella i de la Pietat                     | BCIL 2005   | Obra popular                                    | Berga Pg. del Lledó, callissot de la Gratella i c. de la Pietat                                    | 42° 06′ 21″ N, 1° 50′ 52″ E / 42.105773°N,1.847902°E | IPA-39678     | Safareigs públics (Berga) · Vegeu més fotos d'aquest monument · Carregueu una nova foto d'aquest monument                         |
| Portal de Santa Magdalena                                                    | BCIL 2005   | Obra popular Medieval                           | Berga Pl. de Santa Magdalena - c. Pietat                                                           | 42° 06′ 22″ N, 1° 50′ 57″ E / 42.106010°N,1.849083°E | IPA-39679     | Portal de Santa Magdalena (Berga) · Vegeu més fotos d'aquest monument · Carregueu una nova foto d'aquest monument                 |
| Antiga Casa de Correus                                                       | BCIL 2005   | Alexandre Soler i March - Josep Marfà XX (1931) | Berga C. del Roser, 50                                                                             | 42° 05′ 58″ N, 1° 50′ 32″ E / 42.099533°N,1.842095°E | IPA-40566     | Antiga Casa de Correus (Berga) · Vegeu més fotos d'aquest monument · Carregueu una nova foto d'aquest monument                    |
| Les Voltes del Vall                                                          | BCIL 2005   | XIX                                             | Berga Pl. Viladomat                                                                                | 42° 06′ 13″ N, 1° 50′ 51″ E / 42.103614°N,1.847469°E | IPA-40567     | Les Voltes del Vall (Berga) · Vegeu més fotos d'aquest monument · Carregueu una nova foto d'aquest monument                       |
| La Berruga o Voltes d'en Claris                                              | BCIL 2005   | Obra popular Medieval                           | Berga Pl. Sant Pere - c. Buxadé                                                                    | 42° 06′ 16″ N, 1° 50′ 48″ E / 42.104477°N,1.846541°E | IPA-40568     | La Berruga (Berga) · Vegeu més fotos d'aquest monument · Carregueu una nova foto d'aquest monument                                |
| Font Negra                                                                   | BCIL 2005   | Obra popular                                    | Berga Obaga de Queralt                                                                             | 42° 06′ 45″ N, 1° 49′ 57″ E / 42.112621°N,1.832495°E | IPA-40569     | Font Negra (Berga) · Vegeu més fotos d'aquest monument · Carregueu una nova foto d'aquest monument                                |
| Font de la plaça de les Fonts                                                | BCIL 2005   | XX                                              | Berga Pl. de les Fonts                                                                             | 42° 06′ 06″ N, 1° 50′ 41″ E / 42.10174°N,1.84480°E   | IPA-40570     | Font de la plaça de les Fonts (Berga) · Vegeu més fotos d'aquest monument · Carregueu una nova foto d'aquest monument             |